# Atyria lemonia
Atyria lemonia là một loài bướm đêm trong họ Geometridae.